# Canadian Hot 100
加拿大百强单曲榜（Canadian Hot 100）是由《公告牌》杂志每周发布的加拿大音乐流行度榜单。
该榜单同美国版本的公告牌百强单曲榜类似，根据尼尔森音乐统计提供的数字下载单曲销量数据和尼尔森广播数据系统提供的电台听众水平综合得出的。
本榜单的第一首冠军单曲是艾薇兒·拉維尼的《女朋友》。

## 各项纪录

### 冠单周数最多的歌曲

#### 19周
- 利尔·纳斯·X配比利·雷·赛勒斯 - 《乡村老街》

### 首次空冠的歌曲
- 阿姆、Dr. Dre、50 Cent - 《干一杯（英语：Crack A Bottle）》（2009年2月21日）

### 歌曲维持最多的周数
- 黑眼豆豆 - 《I Gotta Feeling》（76周）[5]
- 威肯 - 《夺目光芒》（75周）[6]